# 東海菊花賞
東海菊花賞（とうかいきっかしょう）は、愛知県競馬組合が施行する地方競馬の重賞競走（SPI）である。正式名称は「愛知県知事杯 東海菊花賞」。

## 概要
1960年創設。長らく東海地区所属馬（愛知・笠松）限定競走であった。翌1961年には東海桜花賞も創設されている。1974 - 1976年には中京競馬場の芝コース2000mで施行されている。
1996年に中央地方全国指定交流競走に指定され、JRAおよび他地区所属馬に門戸が開かれた。翌1997年ダート競走格付け委員会により統一GII競走に格付けされた。当時はダート2500mで施行。
2001年、愛知県競馬組合による競走見直しおよび名古屋グランプリ新設により中央・地方全国交流競走から東海地区限定に戻り、2002年からは東海・北陸・近畿交流競走、2010年からは南関東・北陸・東海・近畿・中国・四国・九州地区交流競走として施行され（ただし、2013年福山競馬場が廃止となったため中国地区は対象から外れた）、2016年に地方全国交流競走となった。
2019年は「名古屋競馬場開設70周年記念」の名を冠して施行。
2022年からは名古屋競馬場の移転に伴い、ダート2100mへ距離が変更された。
2024年からは距離をダート2000mに変更するとともに、名古屋大賞典のトライアル競走に指定される。

### 条件・賞金等（2024年）
出走条件
サラブレッド系3歳以上、全国地方交流で他地区所属馬の出走枠は5頭以下（東海地区7頭以上）と定められている。
負担重量
別定、3歳55kg、4歳以上57kg、牝馬2kg減を基本に前年11月21日以後のG/Jpn競走勝ち馬は1kg負担増となる
賞金額
1着1000万円、2着350万円、3着200万円、4着150万円、5着100万円、着外10万円。
副賞
愛知県知事賞、全国公営競馬主催者協議会会長賞、愛知県競馬組合管理者賞、開催執務委員長賞。
優先出走権付与
優勝馬には名古屋大賞典の優先出走権が付与される。

## 歴代優勝馬
馬齢は2000年以前についても現表記を用いる。2021年までの名古屋は、旧名古屋競馬場。
コース種別を記載していない距離は、ダートコースを表す。
| 回数   | 施行日         | 競馬場 | 距離    | 優勝馬             | 性齢 | 所属   | タイム | 優勝騎手   | 管理調教師 |
| ------ | -------------- | ------ | ------- | ------------------ | ---- | ------ | ------ | ---------- | ---------- |
| 第1回  | 1960年10月30日 | 名古屋 | 2500m   | ケンロクチカラ     | 牡7  |        | 2:46.7 | 光岡直三郎 |            |
| 第2回  | 1961年11月3日  | 名古屋 | 2500m   | ダイゴロクレンタイ | 牡6  | 名古屋 | 2:44.1 | 白井善治   | 斎藤六郎   |
| 第3回  | 1962年11月4日  | 名古屋 | 2400m   | ツバクロ           | 牡7  | 名古屋 | 2:44.1 | 山島昇     | 山島昇     |
| 第4回  | 1963年11月3日  | 名古屋 | 2400m   | ラウンドカツプ     | 牡5  |        | 2:38.2 | 白井善治   |            |
| 第5回  | 1964年11月1日  | 名古屋 | 2400m   | ローヤルライト     | 牡4  | 笠松   | 2:39.9 | 大橋憲     | 大橋憲     |
| 第6回  | 1965年11月28日 | 名古屋 | 2400m   | シヤチノオーザ     | 牡3  |        | 2:37.6 | 福田秀己   |            |
| 第7回  | 1966年11月6日  | 名古屋 | 2400m   | テツリユウ         | 牡6  | 名古屋 | 2:35.6 | 藤ヶ崎一男 | 光岡直三郎 |
| 第8回  | 1967年11月5日  | 名古屋 | 2400m   | グレースタイバー   | 牡5  | 名古屋 | 2:34.9 | 藤ヶ崎一男 | 光岡直三郎 |
| 第9回  | 1968年11月3日  | 名古屋 | 2400m   | ヒリユウシンゲキ   | 牡7  | 名古屋 | 2:36.4 | 伊藤光雄   | 岩瀬裕     |
| 第10回 | 1969年11月3日  | 名古屋 | 2400m   | タカヒロ           | 牡5  | 名古屋 | 2:36.7 | 藤ヶ崎一男 | 榊原修     |
| 第11回 | 1970年10月25日 | 名古屋 | 2400m   | オーナーズチエス   | 牡5  | 名古屋 | 2:37.4 | 伊藤光雄   | 岩瀬裕     |
| 第12回 | 1971年11月7日  | 名古屋 | 2400m   | アサホマレ         | 牡3  | 名古屋 | 2:36.7 | 山本栄二   | 伊藤定雄   |
| 第13回 | 1972年11月5日  | 名古屋 | 2400m   | アサホマレ         | 牡4  | 名古屋 | 2:36.2 | 山田義男   | 伊藤定雄   |
| 第14回 | 1973年11月4日  | 名古屋 | 2400m   | ノースアイランド   | 牡5  | 名古屋 | 2:35.9 | 瀬戸口悟   | 斉藤弘光   |
| 第15回 | 1974年11月4日  | 中京   | 芝2000m | ケンハツピー       | 牡5  | 名古屋 | 2:02.1 | 平和人     | 青山功     |
| 第16回 | 1975年10月3日  | 中京   | 芝2000m | ケンセダン         | 牡4  | 名古屋 | 2:02.7 | 富田光吉   | 木村鶴男   |
| 第17回 | 1976年11月7日  | 中京   | 芝2000m | マサデンセイ       | 牡5  | 名古屋 | 2:02.3 | 黒宮高徳   | 藤ヶ崎一男 |
| 第18回 | 1977年11月6日  | 名古屋 | 2400m   | ブレーブボーイ     | 牡3  | 名古屋 | 2:36.0 | 山田義男   | 大薮憲三   |
| 第19回 | 1978年11月5日  | 名古屋 | 2400m   | ダイタクチカラ     | 牡4  | 笠松   | 2:35.4 | 山田義男   | 倉間昭夫   |
| 第20回 | 1979年11月4日  | 名古屋 | 2400m   | クリーンフアミリー | 牡4  | 名古屋 | 2:34.8 | 中村広己   | 青山功     |
| 第21回 | 1980年11月3日  | 名古屋 | 2400m   | ロイヤルーハンセー | 牡4  | 名古屋 | 2:36.3 | 田中敏和   | 瀬戸口悟   |
| 第22回 | 1981年11月3日  | 名古屋 | 2400m   | シヤアペングラス   | 牡4  | 名古屋 | 2:37.7 | 山田義男   | 青山高司   |
| 第23回 | 1982年11月7日  | 名古屋 | 2400m   | ゴールドレツト     | 牡3  | 名古屋 | 2:36.7 | 原口次夫   | 磯村林三   |
| 第24回 | 1983年11月6日  | 名古屋 | 2400m   | ヒデアトム         | 牡5  | 名古屋 | 2:36.5 | 坂口義幸   | 栗田和昌   |
| 第25回 | 1984年11月4日  | 名古屋 | 2400m   | マツノセイザン     | 牡4  | 笠松   | 2:38.1 | 安藤勝己   | 後藤保     |
| 第26回 | 1985年10月4日  | 名古屋 | 2400m   | カウンテスアツプ   | 牡4  | 笠松   | 2:34.4 | 安藤勝己   | 後藤保     |
| 第27回 | 1986年11月3日  | 名古屋 | 2400m   | グレートローマン   | 牡5  | 名古屋 | 2:39.0 | 田中敏和   | 野島豊     |
| 第28回 | 1987年11月3日  | 名古屋 | 2400m   | ワカオライデン     | 牡6  | 笠松   | 2:36.4 | 井上孝彦   | 荒川友司   |
| 第29回 | 1988年11月3日  | 名古屋 | 2400m   | フエートノーザン   | 牡5  | 笠松   | 2:38.8 | 安藤勝己   | 吉田秋好   |
| 第30回 | 1989年11月3日  | 名古屋 | 2400m   | サンリナール       | 牡3  | 名古屋 | 2:38.8 | 白坂芳文   | 錦見勇夫   |
| 第31回 | 1990年10月31日 | 名古屋 | 2400m   | マツクスフリート   | 牝3  | 笠松   | 2:37.1 | 安藤勝己   | 荒川友司   |
| 第32回 | 1991年10月30日 | 名古屋 | 2400m   | アンダープリンス   | 牡7  | 名古屋 | 2:40.2 | 田中敏和   | 斉藤弘光   |
| 第33回 | 1992年11月3日  | 名古屋 | 2400m   | イチアヤヒデ       | 牡7  | 笠松   | 2:38.0 | 松原義夫   | 青木和夫   |
| 第34回 | 1993年11月3日  | 名古屋 | 2500m   | ヒデノデュレン     | 牡5  | 名古屋 | 2:47.5 | 桜井今朝利 | 伊藤光雄   |
| 第35回 | 1994年11月3日  | 名古屋 | 2500m   | マルブツセカイオー | 牡4  | 名古屋 | 2:45.6 | 戸部尚実   | 斉藤弘光   |
| 第36回 | 1995年11月3日  | 名古屋 | 2500m   | マルブツセカイオー | 牡5  | 名古屋 | 2:43.9 | 戸部尚実   | 斉藤弘光   |
| 第37回 | 1996年11月4日  | 名古屋 | 2500m   | ホウエイコスモス   | 牡5  | JRA    | 2:42.0 | 藤田伸二   | 柴田不二男 |
| 第38回 | 1997年11月3日  | 名古屋 | 2500m   | トーヨーシアトル   | 牡4  | JRA    | 2:43.1 | 松永昌博   | 松永善晴   |
| 第39回 | 1998年11月3日  | 名古屋 | 2500m   | デュークグランプリ | 牡7  | JRA    | 2:43.5 | 武豊       | 小西一男   |
| 第40回 | 1999年11月3日  | 名古屋 | 2500m   | マチカネワラウカド | 牡5  | JRA    | 2:41.0 | 石橋守     | 高橋隆     |
| 第41回 | 2000年11月3日  | 名古屋 | 2500m   | ファストフレンド   | 牝6  | JRA    | 2:40.8 | 蛯名正義   | 高市圭二   |
| 第42回 | 2001年10月8日  | 名古屋 | 1900m   | センゲントウショウ | 牡5  | 名古屋 | 2:03.2 | 竹下太     | 山内和明   |
| 第43回 | 2002年10月30日 | 名古屋 | 1900m   | ブラウンシャトレー | 牡5  | 名古屋 | 2:00.7 | 安部幸夫   | 国光徹     |
| 第44回 | 2003年10月31日 | 名古屋 | 1900m   | マルカセンリョウ   | 牡5  | 名古屋 | 2:01.8 | 上松瀬竜一 | 瀬戸口悟   |
| 第45回 | 2004年11月12日 | 名古屋 | 1900m   | レイナワルツ       | 牝4  | 名古屋 | 2:00.6 | 兒島真二   | 瀬戸口悟   |
| 第46回 | 2005年10月7日  | 名古屋 | 1900m   | クインオブクイン   | 牝3  | 笠松   | 2:02.8 | 濱口楠彦   | 松原義夫   |
| 第47回 | 2006年11月16日 | 名古屋 | 1900m   | ウイニングウインド | 牡5  | 名古屋 | 2:06.5 | 吉田稔     | 原口次夫   |
| 第48回 | 2007年11月15日 | 名古屋 | 1900m   | チャンストウライ   | 牡4  | 西脇   | 2:04.4 | 下原理     | 寺嶋正勝   |
| 第49回 | 2008年11月19日 | 名古屋 | 1900m   | ムーンバレイ       | 牡7  | 名古屋 | 2:07.2 | 吉田稔     | 角田輝也   |
| 第50回 | 2009年11月18日 | 名古屋 | 1900m   | ヒシウォーシイ     | 牡4  | 名古屋 | 2:01.8 | 戸部尚実   | 川西毅     |
| 第51回 | 2010年11月19日 | 名古屋 | 1900m   | ヒシウォーシイ     | 牡5  | 名古屋 | 2:04.6 | 岡部誠     | 川西毅     |
| 第52回 | 2011年11月17日 | 名古屋 | 1900m   | エイシンフレンチ   | 牡6  | 笠松   | 2:04.2 | 尾島徹     | 伊藤強一   |
| 第53回 | 2012年11月14日 | 名古屋 | 1900m   | マルヨフェニックス | 牡8  | 笠松   | 2:02.7 | 尾島徹     | 柴田高志   |
| 第54回 | 2013年11月15日 | 名古屋 | 1900m   | サイモンロード     | 牡5  | 名古屋 | 2:01.7 | 丸野勝虎   | 角田輝也   |
| 第55回 | 2014年11月21日 | 名古屋 | 1900m   | キーアシスト       | 牡3  | 名古屋 | 2:03.3 | 丸野勝虎   | 川西毅     |
| 第56回 | 2015年11月20日 | 名古屋 | 1900m   | マヤノクレド       | 牡7  | 名古屋 | 2:05.2 | 今井貴大   | 川西毅     |
| 第57回 | 2016年11月17日 | 名古屋 | 1900m   | カツゲキキトキト   | 牡3  | 名古屋 | 2:02.2 | 大畑雅章   | 錦見勇夫   |
| 第58回 | 2017年11月16日 | 名古屋 | 1900m   | カツゲキキトキト   | 牡4  | 名古屋 | 2:02.6 | 大畑雅章   | 錦見勇夫   |
| 第59回 | 2018年11月15日 | 名古屋 | 1900m   | カツゲキキトキト   | 牡5  | 名古屋 | 2:02.1 | 大畑雅章   | 錦見勇夫   |
| 第60回 | 2019年11月14日 | 名古屋 | 1900m   | グレイトパール     | 牡6  | 佐賀   | 2:03.1 | 倉富隆一郎 | 川田孝好   |
| 第61回 | 2020年11月13日 | 名古屋 | 1900m   | タガノジーニアス   | 牡7  | 園田   | 2:05.2 | 下原理     | 新子雅司   |
| 第62回 | 2021年11月19日 | 名古屋 | 1900m   | ナムラマホーホ     | 牡4  | 名古屋 | 2:04.0 | 戸部尚実   | 藤ケ崎一人 |
| 第63回 | 2022年11月11日 | 名古屋 | 2100m   | コバルトウィング   | 騸5  | 大井   | 2:16.2 | 吉原寛人   | 藤田輝信   |
| 第64回 | 2023年11月16日 | 名古屋 | 2100m   | アンタンスルフレ   | 騸5  | 名古屋 | 2:15.8 | 丸野勝虎   | 角田輝也   |
| 第65回 | 2024年11月21日 | 名古屋 | 2000m   | ラジカルバローズ   | 牡3  | 名古屋 | 2:09.7 | 今井貴大   | 角田輝也   |

#### 各回競走結果の出典
- 東海菊花賞 歴代優勝馬（1973年以降のみ） - 地方競馬全国協会
- JBISサーチ
  - ケンロクチカラ、ラウンドカツプ、ローヤルライト、グレースタイバー、ヒリユウシンゲキ、タカヒロ、オーナーズチエス、2014年、2015年、2016年、2017年、2018年、2019年、2020年、2021年、2022年、2023年